# Bujanovský tunel
Bujanovský tunel je železniční tunel mezi Margecany a Malou Lodinou na trati Žilina–Košice.

## Historie
Při elektrizaci a rozšiřování Košicko-bohumínské železnice na dvoukolejnou Trať družby byla na začátku 50. let 20. století zahájena výstavba tunelu pod vrchem Bujanov. Vedení důležité tratě 3410,7 metrů dlouhým tunelem mělo výrazně zrychlit dopravu ve složitém úseku, kde se navíc počítalo s výstavbou přehrady Ružín, potřebné pro budované železárny u Košic.
Složité geologické podmínky, náročný terén i podcenění přípravy znamenaly prodloužení výstavby a odklad otevření celé Tratě družby a z nereálného termínu otevření v roce 1952 byl nakonec rok 1955. Tunel byl budován modifikovanou rakouskou tunelovací metodou a belgickou – podchytávací metodou, která výrazně zrychlila zpožděnou výstavbu. Náklady na výstavbu dvoukolejného tunelu nakonec dosáhly 370 milionů korun. Tunel společně s úsekem trati Margecany–Košice byl 5. listopadu 1955 předán do užívání.